# 鹿王
鹿王，是台灣鄒族傳說中的神鹿，不僅有強大的能力，還可以變換身體的外貌。

## 能力
鹿王的外表跟一般的鹿差不多，但牠的身形可以變得相當巨大，還有變成人或巨人、甚至詛咒他人的能力。

## 傳說
傳說中以前有對兄弟長期輪流去宿瓦納（Nsoana，位於今嘉義縣阿里山鄉）的山上獵鹿，鹿群中有頭鹿只要被武器瞄準就會越變越大，哥哥知道那頭鹿不可隨意射殺，所以都會改獵別隻，並且告訴弟弟，但不服輸的弟弟在一次打獵中發現那頭鹿，並將牠射殺，又因為太緊張了，直接丟下鹿王跑回家，後來他折返回去查看時（他有請哥哥跟他一起去，但半路上哥哥就跑回家了），沒有找到鹿，但草叢中卻出現一個眼睛如日月般明亮的男巨人，男巨人怒吼著抓住弟弟，用力甩了幾下後把他摔向旁邊的樹幹，弟弟就此斃命。

### 其他傳說
除了以上傳說外，也有鹿變成人負傷而逃，並且趁機把追上來的獵人的頭抓去撞樹幹來殺死他、或是鹿在死前告訴獵人不要刺破牠的膽，但獵人還是刺破了，導致剝下來的鹿皮飛去勒死了獵人的版本。